# Adele Kern
Adele Kern (Monaco di Baviera, 25 novembre 1901 – Monaco di Baviera, 6 maggio 1980) è stata un soprano tedesco.

## Biografia
Studiò con il famoso soprano Hermine Bosetti (1875-1936) e seguì il percorso artistico e i ruoli della sua insegnante - sia nei teatri di Monaco di Baviera che di  Vienna come Annie e Zerbinetta.
Debuttò già nel 1924 alla Bayerische Staatsoper di Monaco di Baviera come Olympia in I racconti di Hoffmann. Divenne primo soprano all'Oper Frankfurt dove le fecero un contratto fino al 1928. Allora dirigeva il teatro l'ambizioso direttore Clemens Krauss (dal 1924 al 1929) ed era collaborato da Lothar Wallerstein. I due crearono a Francoforte un nuovo allestimento orientato al teatro musicale e curarono lo sviluppo musicale e interpretativo della giovane cantante. La Kern cantò per lunghi anni diretta da Clemens Krauss presso la Staatsoper di Vienna, a Berlino e a Monaco di Baviera. Nel mese di febbraio 1926, cantò anche nella prima di un'opera di Bernhard Sekles.
Nel 1927 partecipò ad una tournée in America del Sud.

### Staatsoper di Vienna
Il 10 marzo 1927 debuttò all'Opera di Stato di Vienna dove cantò per poco meno di quindici anni. Il suo primo ruolo (e ultimo) fu quello di Zerbinetta, tecnicamente e drammaticamente estremamente esigente, in Ariadne auf Naxos di Hugo von Hofmannsthal e Richard Strauss. Nel complesso cantò lo stesso ruolo 27 volte a Vienna, sotto la direzione di diversi direttori come Karl Alwin, Robert Heger, Josef Krips, Leopold Ludwig, Wolfgang Martin, Rudolf Moralt, Hugo Reichenberger e Franz Schalk - e tre volte nel 1930 e 1931 - sotto la direzione dello stesso compositore.
Anche a Vienna, dove cantò assieme a Maria Gerhart, Selma Kurz e Elisabeth Schumann, il focus del suo repertorio fu incentrato su compositori quali Mozart, Beethoven e Strauss. Cantò per più di 20 volte nel ruolo di Despina, 6 volte in quello di Blondchen e in dieci spettacoli Marzelline in Fidelio, interpretando 38 volte il ruolo di Adele ne Il pipistrello. Cantò - oltre a Zerbinetta - 5 volte Fiakermilli, 6 volte una delle cameriere in  Elektra e 40 volte Sophie in Der Rosenkavalier.
I suoi più grandi successi li ebbe a Vienna nel 1928 nel ruolo di Yvonne in 19 spettacoli della cosiddetta opera jazz Jonny spielt auf  di  Křenek, che in seguito il nazismo dichiarò musica degenerata vietandone l'esecuzione, e nel 1930, Angelina ne La Cenerentola di  Rossini con Koloman von Pataky come partner. Cantò poi in questo ruolo per 25 volte a Vienna. Tuttavia fu anche inrprete verdiana avendo cantato 18 volte nel ruolo di Gilda, 16 volte Oscar. Interpretò anche il repertorio romantico e verista cantando 17 volte Lucieta ne I quatro rusteghi di Wolf-Ferrari e 19 volte Nuri in Tiefland di  d'Albert. Cantò anche nell'operetta in composizioni di  Heuberger,  Lehár e  Millöcker.
Adele Kern cantò a Vienna in tre prime esecuzioni: nel 1930 in Das Veilchen von Montmartre di Emmerich Kálmán al Johann Strauss Theatre, nel 1931 in Schön ist die Welt di Franz Lehár al Theater an der Wien e nel 1934 Fanny in Das Veilchen di  Bittner alla Staatsoper di Vienna. Questa esecuzione fu diretta da Clemens Kraussche nel 1929 aveva rilevato la gestione del Teatro dell'Opera, e da Lothar Wallerstein, che aveva seguito Krauss da Francoforte a Vienna. Wallerstein nel 1938 lasciò Vienna e continuò la sua carriera a New York, al Metropolitan Opera, a causa delle leggi razziali naziste.

### Festival di Salisburgo
Il 6 agosto 1927 debuttò al Festival di Salisburgo, sotto la direzione musicale di Robert Heger, come Susanna in Le nozze di Figaro, riprendendo poi Fidelio e Don Giovanni nei ruoli di Marcellina e Zerlina.
Nel 1929, tornò a cantare Zerlina e Sophie a Salisburgo e vi cantò continuamente fino al 1935. In particolare Don Giovanni sotto la bacchetta del direttore della Staatsoper di Vienna, Franz Schalk, che Der Rosenkavalier sotto il suo successore, e suo mentore di Francoforte, Clemens Krauss. Negli anni successivi, cantò Zerlina a Salisburgo (1930), Susanna e Sophie (entrambe negli anni 1930-1935), e per la prima volta Despina, in Così fan tutte (1931-1932 e 1934-1935). Cantò anche in diversi concerti.
Parallelamente ai suoi impegni a Vienna e Salisburgo cantò anche fuori dall'Austria. Nel 1929 e nel 1931 partecipò a due produzioni di Max Reinhardt a Berlino: come Adele ne Il pipistrello (al Deutsches Theater) e come Olympia ne I racconti di Hoffmann  (nella Grosses Schauspielhaus). Nel 1931 e nel 1933 cantò alla Royal Opera House Covent Garden a Londra, dove fu Sophie in Der Rosenkavalier. Nel 1933 cantò e interpretò il ruolo di Hannerl Kruger nel film Frühlingsstimmen, un lungometraggio di Pál Fejös. A Berlino, al Theater des Westens, cantò nel dicembre dello stesso anno, nella prima del singspiel Die lockende Flamme di Eduard Künneke. Cantò anche a Milano, al Teatro alla Scala e al Teatro dell'Opera di Roma, a Parigi, a Venezia e a Rio de Janeiro. Intraprese anche un tour in Egitto.

### Berlino e Monaco di Baviera
Assieme a Julius Patzak e Viorica Ursuleac seguì il direttore d'orchestra Clemens Krauss prima, nel 1935 alla Staatsoper Unter den Linden a Berlino e nel 1937 alla Bavarian State Opera a Monaco di Baviera. Lì, nella sua città natale, divenne artista di straordinaria popolarità grazie alla sua coloratura, al tono della sua voce e alle insolite capacità di attrice. Anche a Monaco di Baviera cantò nei ruoli da protagonista in opere di Mozart e Richard Strauss, sia Sophie che Zerbinetta.
Non sono noti suoi coinvolgimenti nella politica culturale nazista. Tuttavia, fece un tour in Polonia, nel luglio del 1944, su richiesta del Governatore Generale Hans Frank, con una nuova produzione di Ariadne auf Naxos, a Cracovia, nel ruolo di Zerbinetta.
All'età di 46 anni dovette ritirarsi a causa di problemi cardiologici. Morì nel 1980 a Monaco di Baviera.

### Repertorio
| Beethoven: - Marcelline in Fidelio Bittner: - ruolo in Der Musikant Brüll: - Therese in Das goldene Kreuz d'Albert: - Nuri in Tiefland Donizetti: - Norina in Don Pasquale Heuberger: - Henri in Der Opernball Humperdinck: - Gretel in Hänsel und Gretel - Gänsemagd in Königskinder Křenek: - Yvonne in Jonny spielt auf Lehár: - Mi in Das Land des Lächelns Lortzing: - Marie in Der Waffenschmied - Baronin Freimann in Der Wildschütz Meyerbeer: - Urbain in Gli ugonotti (Les Huguenots) Millöcker: - Bronislawa in Der Bettelstudent Mozart: - Blondchen in Die Entführung aus dem Serail - Susanna in Le nozze di Figaro - Zerlina in Don Giovanni - Despina in Così fan tutte - Papagena in Die Zauberflöte Offenbach: - Olympia Les Contes d'Hoffmann |  | Pergolesi: - Serpina in La serva padrona Pfitzner: - Ighino in Palestrina Puccini - Musetta in La bohème Rimski-Korsakow: - Il re di Schemacha ne Il gallo d'oro Rossini: - Rosina in Il barbiere di Siviglia - Angelina in La Cenerentola Johann Strauß: - Adele in Die Fledermaus Richard Strauss: - Sophie in Der Rosenkavalier - Zerbinetta in Ariadne auf Naxos - Fiakermilli in Arabella Thomas: - Philine in Mignon Verdi: - Gilda in Rigoletto - Oscar in Un ballo in maschera - Nanetta in Falstaff Wagner: - Stimme des Waldvogels in Sigfrido - Klingsors Zaubermädchen in Parsifal Weber - Ännchen in Der Freischütz Wolf-Ferrari: - Lucieta in I quatro rusteghi |

## Filmografia
- 1934 Frühlingsstimmen di Pál Fejös

## Discografia

### Gesamtaufnahmen
- Johann Strauß: Die Fledermaus (1929), Direttore: Weigert – Ruolo: Adele
- Richard Strauss: Der Rosenkavalier Direttore: Clemens Krauss (1940 o 1944, Vox) – Sophie

### Arien
- „Durch Zärtlichkeit und Schmeicheln“ di Mozart: Il ratto dal serraglio – Blondchen
- „Laßt ab mit Fragen“ di Verdi Un ballo in maschera – Oscar

### Lieder
- Die Nachtigall di Alabieff – su Schellack
- Der Vogel im Walde di Taubert – su Schellack

### Sampler
- Lebendige Vergangenheit: Adele Kern, Classica Lirica Recital, Preiser Records (PRE 89586)